# Giro di Svizzera 1977
Il Giro di Svizzera 1977, quarantunesima edizione della corsa, si svolse dal 15 al 24 giugno su un percorso di 1 608 km ripartiti in nove tappe (la terza e la nona suddivise in due semitappe ciascuna) e un cronoprologo, con partenza a Baden e arrivo a Illnau-Effretikon. Fu vinto dal belga Michel Pollentier della Flandria-Velda-Latina davanti al suo connazionale Lucien Van Impe e all'olandese Bert Pronk.

## Tappe
| Tappa  | Data      | Percorso                                                  | km   | Vincitore di tappa | Leader cl. generale |
| ------ | --------- | --------------------------------------------------------- | ---- | ------------------ | ------------------- |
| Prol.  | 15 giugno | Baden > Baden (cron. individuale)                         | 4    | Michel Pollentier  | Michel Pollentier   |
| 1ª     | 16 giugno | Baden > Widnau                                            | 159  | Freddy Maertens    | Michel Pollentier   |
| 2ª     | 17 giugno | Widnau > Möhlin                                           | 216  | René Dillen        | Michel Pollentier   |
| 3ª-1ª  | 18 giugno | Möhlin > Olten                                            | 108  | Michel Pollentier  | Michel Pollentier   |
| 3ª-2ª  | 18 giugno | Olten > Allerheiligenberg (cron. individuale)             | 9    | Michel Pollentier  | Michel Pollentier   |
| 4ª     | 19 giugno | Olten > Meiringen                                         | 227  | Meinrad Vögele     | Michel Pollentier   |
| 5ª     | 20 giugno | Meiringen > Fiesch                                        | 226  | Willy De Geest     | Michel Pollentier   |
| 6ª     | 21 giugno | Fiesch > Bellinzona                                       | 173  | Eddy Merckx        | Michel Pollentier   |
| 7ª     | 22 giugno | Bellinzona > Bürglen                                      | 151  | Lucien Van Impe    | Michel Pollentier   |
| 8ª     | 23 giugno | Bürglen > Flumserberg                                     | 166  | Lucien Van Impe    | Michel Pollentier   |
| 9ª-1ª  | 24 giugno | Flumserberg > Illnau-Effretikon                           | 149  | Bruno Wolfer       | Michel Pollentier   |
| 9ª-2ª  | 24 giugno | Illnau-Effretikon > Illnau-Effretikon (cron. individuale) | 19   | Michel Pollentier  | Michel Pollentier   |
| Totale | Totale    | Totale                                                    | 1608 |                    |                     |

## Dettagli delle tappe

### Prologo
- 15 giugno: Baden > Baden (cron. individuale) – 4 km

| Pos. | Corridore         | Squadra    | Tempo |
| ---- | ----------------- | ---------- | ----- |
| 1    | Michel Pollentier | Flandria   | 7'33" |
| 2    | Lucien Van Impe   | Lejeune-BP | a 11" |
| 3    | Ueli Sutter       | Zonca      | a 12" |

| Pos. | Corridore         | Squadra    | Tempo |
| ---- | ----------------- | ---------- | ----- |
| 1    | Michel Pollentier | Flandria   | 7'33" |
| 2    | Lucien Van Impe   | Lejeune-BP | a 11" |
| 3    | Ueli Sutter       | Zonca      | a 12" |

### 1ª tappa
- 16 giugno: Baden > Widnau – 159 km

| Pos. | Corridore       | Squadra      | Tempo    |
| ---- | --------------- | ------------ | -------- |
| 1    | Freddy Maertens | Flandria     | 4h04'50" |
| 2    | Rene Savary     | Federale SRB | s.t.     |
| 3    | Dietrich Thurau | Ti-Raleigh   | s.t.     |

| Pos. | Corridore         | Squadra    | Tempo    |
| ---- | ----------------- | ---------- | -------- |
| 1    | Michel Pollentier | Flandria   | 4h12'23" |
| 2    | Lucien Van Impe   | Lejeune-BP | a 11"    |
| 3    | Ueli Sutter       | Zonca      | a 12"    |

### 2ª tappa
- 17 giugno: Widnau > Möhlin – 216 km

| Pos. | Corridore          | Squadra    | Tempo    |
| ---- | ------------------ | ---------- | -------- |
| 1    | René Dillen        | Lejeune-BP | 5h29'07" |
| 2    | Freddy Maertens    | Flandria   | s.t.     |
| 3    | Giovanni Mantovani | Brooklyn   | s.t.     |

| Pos. | Corridore         | Squadra    | Tempo    |
| ---- | ----------------- | ---------- | -------- |
| 1    | Michel Pollentier | Flandria   | 9h41'30" |
| 2    | Lucien Van Impe   | Lejeune-BP | a 11"    |
| 3    | Ueli Sutter       | Zonca      | a 12"    |

### 3ª tappa - 1ª semitappa
- 18 giugno: Möhlin > Olten – 108 km

| Pos. | Corridore         | Squadra    | Tempo    |
| ---- | ----------------- | ---------- | -------- |
| 1    | Michel Pollentier | Flandria   | 2h51'18" |
| 2    | Ronald De Witte   | Brooklyn   | s.t.     |
| 3    | Dietrich Thurau   | Ti-Raleigh | s.t.     |

| Pos. | Corridore         | Squadra    | Tempo     |
| ---- | ----------------- | ---------- | --------- |
| 1    | Michel Pollentier | Flandria   | 12h32'48" |
| 2    | Lucien Van Impe   | Lejeune-BP | a 11"     |
| 3    | Ueli Sutter       | Zonca      | a 12"     |

### 3ª tappa - 2ª semitappa
- 18 giugno: Olten > Allerheiligenberg (cron. individuale) – 9 km

| Pos. | Corridore         | Squadra    | Tempo  |
| ---- | ----------------- | ---------- | ------ |
| 1    | Michel Pollentier | Flandria   | 20'31" |
| 2    | Gerrie Knetemann  | Ti-Raleigh | a 9"   |
| 3    | Bert Pronk        | Ti-Raleigh | a 13"  |

| Pos. | Corridore         | Squadra  | Tempo     |
| ---- | ----------------- | -------- | --------- |
| 1    | Michel Pollentier | Flandria | 12h53'19" |

### 4ª tappa
- 19 giugno: Olten > Meiringen – 227 km

| Pos. | Corridore        | Squadra      | Tempo    |
| ---- | ---------------- | ------------ | -------- |
| 1    | Meinrad Vögele   | Federale SRB | 5h58'54" |
| 2    | Joseph Bruyère   | Fiat France  | a 7"     |
| 3    | Ottavio Crepaldi | Brooklyn     | s.t.     |

| Pos. | Corridore         | Squadra  | Tempo     |
| ---- | ----------------- | -------- | --------- |
| 1    | Michel Pollentier | Flandria | 18h52'23" |

### 5ª tappa
- 20 giugno: Meiringen > Fiesch – 226 km

| Pos. | Corridore      | Squadra    | Tempo    |
| ---- | -------------- | ---------- | -------- |
| 1    | Willy De Geest | Brooklyn   | 5h41'18" |
| 2    | Roland Salm    | Zonca      | a 3'15"  |
| 3    | Roger Legeay   | Lejeune-BP | a 3'53"  |

| Pos. | Corridore         | Squadra  | Tempo     |
| ---- | ----------------- | -------- | --------- |
| 1    | Michel Pollentier | Flandria | 24h37'35" |

### 6ª tappa
- 21 giugno: Fiesch > Bellinzona – 173 km

| Pos. | Corridore       | Squadra     | Tempo    |
| ---- | --------------- | ----------- | -------- |
| 1    | Eddy Merckx     | Fiat France | 3h47'36" |
| 2    | Hennie Kuiper   | Ti-Raleigh  | a 1"     |
| 3    | Ronald De Witte | Brooklyn    | a 24"    |

| Pos. | Corridore         | Squadra  | Tempo     |
| ---- | ----------------- | -------- | --------- |
| 1    | Michel Pollentier | Flandria | 28h25'35" |

### 7ª tappa
- 22 giugno: Bellinzona > Bürglen – 151 km

| Pos. | Corridore        | Squadra    | Tempo    |
| ---- | ---------------- | ---------- | -------- |
| 1    | Lucien Van Impe  | Lejeune-BP | 4h18'17" |
| 2    | Marcello Bergamo | Zonca      | a 2"     |
| 3    | Ueli Sutter      | Zonca      | s.t.     |

| Pos. | Corridore         | Squadra  | Tempo     |
| ---- | ----------------- | -------- | --------- |
| 1    | Michel Pollentier | Flandria | 32h43'54" |

### 8ª tappa
- 23 giugno: Bürglen > Flumserberg – 166 km

| Pos. | Corridore         | Squadra    | Tempo    |
| ---- | ----------------- | ---------- | -------- |
| 1    | Lucien Van Impe   | Lejeune-BP | 4h39'46" |
| 2    | Giancarlo Bellini | Brooklyn   | a 23"    |
| 3    | Bert Pronk        | Ti-Raleigh | s.t.     |

| Pos. | Corridore         | Squadra  | Tempo     |
| ---- | ----------------- | -------- | --------- |
| 1    | Michel Pollentier | Flandria | 37h24'30" |

### 9ª tappa - 1ª semitappa
- 24 giugno: Flumserberg > Illnau-Effretikon – 149 km

| Pos. | Corridore        | Squadra  | Tempo    |
| ---- | ---------------- | -------- | -------- |
| 1    | Bruno Wolfer     | Zonca    | 3h44'42" |
| 2    | Antonio Menéndez | KAS      | a 1"     |
| 3    | Ottavio Crepaldi | Brooklyn | a 4"     |

| Pos. | Corridore         | Squadra  | Tempo     |
| ---- | ----------------- | -------- | --------- |
| 1    | Michel Pollentier | Flandria | 41h14'38" |

### 9ª tappa - 2ª semitappa
- 24 giugno: Illnau-Effretikon > Illnau-Effretikon (cron. individuale) – 19 km

| Pos. | Corridore         | Squadra     | Tempo  |
| ---- | ----------------- | ----------- | ------ |
| 1    | Michel Pollentier | Flandria    | 25'20" |
| 2    | Joseph Bruyère    | Fiat France | a 34"  |
| 3    | Lucien Van Impe   | Lejeune-BP  | a 44"  |

| Pos. | Corridore         | Squadra    | Tempo     |
| ---- | ----------------- | ---------- | --------- |
| 1    | Michel Pollentier | Flandria   | 41h39'25" |
| 2    | Lucien Van Impe   | Lejeune-BP | a 58"     |
| 3    | Bert Pronk        | Ti-Raleigh | a 1'26"   |

## Classifiche finali

### Classifica generale
| Pos. | Corridore         | Squadra               | Tempo     |
| ---- | ----------------- | --------------------- | --------- |
| 1    | Michel Pollentier | Flandria-Velda-Latina | 41h39'25" |
| 2    | Lucien Van Impe   | Lejeune-BP            | a 58"     |
| 3    | Bert Pronk        | Ti-Raleigh            | a 1'26"   |
| 4    | Ueli Sutter       | Zonca                 | a 2'00"   |
| 5    | Juan Pujol Pages  | KAS                   | a 2'35"   |
| 6    | Albert Zweifel    | Federale SRB          | a 3'34"   |
| 7    | Dietrich Thurau   | Ti-Raleigh            | a 4'26"   |
| 8    | Johan De Muynck   | Brooklyn              | a 4'36"   |
| 9    | Marcello Bergamo  | Zonca                 | a 6'27"   |
| 10   | Giancarlo Bellini | Brooklyn              | a 6'38"   |